# Christopher Redman
Christopher Redman (ur. 1 stycznia 1980 w Brampton) – kanadyjski aktor filmowy i telewizyjny, były aktor dziecięcy.

## Filmografia

### Filmy
- 1998: Córy amerykańskich Ravioli – Danforth
- 2000: Zdjęcia Ginger – Ben
- 2006: Złów i wypuść – dostawca kwiatów
- 2007: 88 minut – Jeremy Guber
- 2009: Tajemnica Syriusza: Polowanie – Rafe Danielli
- 2011: Wielki rok – Scott
- 2013: Percy Jackson: Morze potworów – Reardon

### Seriale
- 1993: Opowiastki z krypty – Rockman (głos)
- 1994: Legendy Kung Fu – Sam Lowry
- 1995: Droga do Avonlea – Hawk
- 1998: Gęsia skórka – Terry Banks
- 2000: Operacja wieczność – Adam
- 2004: Gwiezdne wrota –
  - Shep Wickenhouse (2 odcinki),
  - Tian (1 odcinek)
- 2005: Mistrzowie horroru – Willowy Being
- 2008–2011: CSI: Kryminalne zagadki Miami – Michael Travers
- 2011: Agenci NCIS – Carl Fleming
- 2011: Partnerki – Eddie Tibbet
- 2013: Arrow – Joseph Falk
- 2013: Graceland – Whistler
- 2013: Nastoletnia Maria Stuart – Samson
- 2014: Chirurdzy – Chris
- 2015: Ostatni okręt – Mase
- 2018: iZombie – Russ
- 2018: Reverie – Ray McConley
- 2018–2019: God Friended Me – John Dove
- 2019: S.W.A.T. – jednostka specjalna – Brad
- 2019: Noc oczyszczenia – Carl
- 2020: Homecoming – Kyle